# Passo del Bracco
Pour les articles homonymes, voir Bracco.
Le passo del Bracco est un col de la chaîne des Apennins situé en Italie, à 615 mètres d'altitude.

## Géographie
Ce col est situé en Ligurie, le long de la mer Méditerranée. Il sépare la ville métropolitaine de Gênes et la province de La Spezia. Ce col est un accès important pour aller aux Cinque Terre.

## Sport
Cette ascension, classée en 3e catégorie, a été réalisée lors de la 11e étape du Giro 2023. Veljko Stojnić le franchit en tête.